# 핑크뮬리
털쥐꼬리새(Muhlenbergia capillaris, 영어: Hairawn muhly, Pink muhly)는 쥐꼬리새속에 속하는 여러해살이풀이다. 미국이 원산이며 미국 서부와 중부지역에서 자란다. 대한민국에서는 영문명을 음독한 핑크뮬리나 이를 직역한 분홍쥐꼬리새라고도 부른다.

## 개요
미국이 원산이며 주로 미국 서부와 중부에서 서식하는 여러해살이풀로, 겉모습이 분홍빛을 띈다고 하여 ‘핑크뮬리’라는 이름으로 불린다. 본래 조경용으로 식재되는 식물로 자연적으로 연한 분홍빛을 띠며, 멀리서 보면 분홍빛의 자연스러운 물결을 이루는 것으로 보여서 인기가 많은 식물로 알려져 있다. 2010년대 후반 들어 대한민국에서는 인공적으로 핑크뮬리를 식재한 곳이 늘어나면서 인기를 얻고 있다.

## 형태
겉모습이 자연스러운 분홍빛을 띠고 있다. 높이는 30cm ~ 90cm이고 뿌리가 옆으로 뻗지 않으며 마디에 털이 있다. 잎은 줄기에서 자라며, 꽃은 작은 이삭으로 납작한 편으로 하나의 꽃이 이식꽃차례를 이루는 것이 특징이다. 가을(9월 ~ 11월) 사이에 분홍빛으로 물들어서 분홍빛 내지 연한 자줏빛을 띠며 피어난다.

## 식재 및 서식
흔히 모래와 자갈이 많은 곳에서 자라며 약간 건조한 트인 지대에서 잘 자라고 해가 잘 드는 따뜻한 기운을 받으며 생육한다.

## 위해성 논란
한편 대한민국에서는 외래종인 털쥐꼬리새가 생태계에 교란을 주게 될지 위해성 여부를 검토하는 것으로 알려졌다. 한편, 국내 한 연구자가 작성한 생태학분야 최상위 국제 SCIE 학술지인 Ecosphere에 게재된 연구논문에 따르면, 17여종의 자생식물들과의 1:1 경쟁 실험 결과 핑크뮬리가 자생식물들의 정착과 성장에 별다른 영향을 미치지 않았기때문에 우리나라의 자연생태계에 위해한 생태계교란종이 될 수 없다는 결론을 내리고 있다.